# Japońska Formuła 3
| Japońska Formuła 3 | Japońska Formuła 3                 |
| ------------------ | ---------------------------------- |
| Kategoria          | Wyścigi samochodowe                |
| Region             | Japonia                            |
| Pierwszy sezon     | 1979                               |
| Silniki            | Toyota-TOM’s Mugen-Honda ThreeBond |
| Opony              | Yokohama                           |
| Mistrz kierowców   | Nobuharu Matsushita                |
| Mistrz zespołów    | TOM’s                              |

Japońska Formuła 3 (ang. All-Japan F3) – narodowa seria Japonii, o otwartym nadwoziu. Jest czwartą z kolei najdłuższą serią z cyklu F3, zainaugurowaną w 1979 roku. Triumfowało w niej wielu przyszłych kierowców Formuły 1, jak np. Hiszpan Pedro de la Rosa czy też Niemiec Adrian Sutil. Poza tym zwyciężył w niej również najbardziej utytułowany kierowca długodystansowy – Duńczyk, Tom Kristensen.

## Mistrzowie
| Rok  | Kierowca               | Narodowość        | Konstruktor               | Silnik     |
| ---- | ---------------------- | ----------------- | ------------------------- | ---------- |
| 1979 | Toshio Suzuki          | Japonia           | Ralt RT1                  | Toyota     |
| 1980 | Shuuroku Sasaki        | Japonia           | March 793/March 83B       | Toyota     |
| 1981 | Osamu Nakako           | Japonia           | Hayashi 220               | Toyota     |
| 1982 | Kengo Nakamoto         | Japonia           | Ralt RT3-81               | Toyota     |
| 1983 | Yoshimasa Fujiwara     | Japonia           | Ralt RT3-81               | Toyota     |
| 1984 | Shuji Hyodo            | Japonia           | Hayashi 322               | Toyota     |
| 1985 | Kōji Satō              | Japonia           | Ralt RT30                 | Volkswagen |
| 1986 | Akio Morimoto          | Japonia           | Ralt RT30                 | Toyota     |
| 1987 | Ross Cheever           | Stany Zjednoczone | Ralt RT30-86/Reynard 873  | Toyota     |
| 1988 | Akihiko Nakaya         | Japonia           | Ralt RT32                 | Mugen      |
| 1989 | Masahiko Kageyama      | Japonia           | Ralt RT33                 | Mugen      |
| 1990 | Naoki Hattori          | Japonia           | Ralt RT33/Ralt RT34       | Toyota     |
| 1991 | Paulo Carcasci         | Brazylia          | TOM’s 031F/Ralt RT35      | Toyota     |
| 1992 | Anthony Reid           | Wielka Brytania   | Ralt RT35/Reynard 923     | Mugen      |
| 1993 | Tom Kristensen         | Holandia          | TOM’s 033F                | Toyota     |
| 1994 | Michael Krumm          | Niemcy            | TOM’s 034F                | Toyota     |
| 1995 | Pedro de la Rosa       | Hiszpania         | Dallara F395              | Toyota     |
| 1996 | Juichi Wakisaka        | Japonia           | Dallara F396              | Mugen      |
| 1997 | Tom Coronel            | Holandia          | Dallara F397              | Toyota     |
| 1998 | Peter Dumbreck         | Wielka Brytania   | Dallara F398              | Toyota     |
| 1999 | Darren Manning         | Wielka Brytania   | Dallara F399              | Toyota     |
| 2000 | Sébastien Philippe     | Francja           | Dallara F300              | Mugen      |
| 2001 | Benoît Tréluyer        | Francja           | Dallara F300/Dallara F301 | Mugen      |
| 2002 | Takashi Kogure         | Japonia           | Dallara F302              | Mugen      |
| 2003 | James Courtney         | Australia         | Dallara F302              | Toyota     |
| 2004 | Ronnie Quintarelli     | Włochy            | Dallara F302              | Toyota     |
| 2005 | João Paulo de Oliveira | Brazylia          | Dallara F305              | Toyota     |
| 2006 | Adrian Sutil           | Niemcy            | Dallara F305              | Toyota     |
| 2007 | Kazuya Ōshima          | Japonia           | Dallara F306              | Toyota     |
| 2008 | Carlo van Dam          | Holandia          | Dallara F308              | Toyota     |
| 2009 | Marcus Ericsson        | Szwecja           | Dallara F308              | Toyota     |
| 2010 | Yūji Kunimoto          | Japonia           | Dallara F308              | Toyota     |
| 2011 | Yūhi Sekiguchi         | Japonia           | Dallara F308              | Toyota     |
| 2012 | Ryō Hirakawa           | Japonia           | Dallara F308              | Toyota     |
| 2013 | Yuichi Nakayama        | Japonia           | Dallara F312              | Toyota     |
| 2014 | Nobuharu Matsushita    | Japonia           | Dallara F312              | Toyota     |